# Rakachuli
Rakachuli (nep. राकाचुली) – gaun wikas samiti w zachodniej części Nepalu w strefie Lumbini w dystrykcie Nawalparasi. Według nepalskiego spisu powszechnego z 2001 roku liczył on 618 gospodarstw domowych i 4442 mieszkańców (2323 kobiet i 2119 mężczyzn).